# Sport in Frankfurt am Main
Frankfurt am Main ist für den Sport als Heimat bekannter Sportvereine, als Austragungsort wichtiger Wettbewerbe, als Standort großer Sportstätten sowie als Sitz nationaler Sportverbände von Bedeutung.

## Bedeutende Sportwettbewerbe
In Frankfurt am Main finden mit dem Radrenn-Klassiker Rund um den Henninger-Turm (1. Mai, heute: Rund um den Finanzplatz Eschborn-Frankfurt), dem Ironman Germany (Juli) und dem Frankfurt-Marathon (Oktober) derzeit drei bedeutende Eintagesveranstaltungen der Profis statt.

## Down-Sportlerfestival
Seit 2003 findet in Frankfurt am Main jährlich das Down-Sportlerfestival statt, seit 2005 gibt es jährlich zudem eine Fortsetzung des Festivals in Magdeburg. Mehrere hundert Menschen mit Down-Syndrom (Trisomie 21) können sich bei diesen Veranstaltungen in diversen Wettbewerbssportarten messen.

## Sportarten und Vereine

### American Football
Die Frankfurter Löwen waren 1977 der erste American-Football-Verein in Deutschland. Der Verein begründete die Bundesliga (heute GFL) und den American Football Bund Deutschland (AFBD) mit. Die Mannschaft wurde zwei Mal deutscher Meister und löste sich 1985 auf. Nachfolger waren die weniger erfolgreichen Frankfurt Gamblers, die nach der Teilnahme an der Football League of Europe (FLE) 1994 Bankrott gingen. Das gleiche Schicksal ereilte nach der Saison 1995 den Nachfolger Frankfurt Knights, der ebenfalls in der FLE antrat.
Ab 1991 spielte Frankfurt Galaxy in der World League of American Football (später NFL Europe), einer Farmteamliga der NFL. Die Galaxy gewann vier Mal den World Bowl: 1995, 1999, 2003 und 2006. Inoffizieller Nachfolger der Galaxy wurde nach Ende der NFL Europe der AFC Universe Frankfurt. Dieser spielte von 2016 bis 2022 in der GFL. Im Jahr 2021 startete eine neue Mannschaft unter dem Namen Frankfurt Galaxy in der European League of Football und gewann die erste Meisterschaft der neu gegründeten Liga.
Die Frankfurt Pirates wurden 1990 als Nachwuchsverein gegründet und nehmen seit 1998 mit einer Herrenmannschaft am Spielbetrieb teil. 2019 gelang der Aufstieg in die GFL2.

### Bandy
Der Rhein-Main Eissport Club, 2014 gegründet, war der erste deutsche Bandy-Verein in Deutschland nach dem Zweiten Weltkrieg.

### Leichtathletik
Die Fußballabteilung der Eintracht Frankfurt ist zwar die bekannteste Sparte des Vereins, die Leichtathletik-Abteilung ist jedoch die erfolgreichste.
Neben über 220 deutschen Meistertiteln in nahezu allen leichtathletischen Disziplinen brachte Eintracht Frankfurt zahlreiche Titelträger und Medaillengewinner bei internationalen Meisterschaften hervor. So gewann z. B. Tilly Fleischer bei den Olympischen Spielen 1936 in Berlin die Speerwurfkonkurrenz der Frauen, nachdem sie vier Jahre zuvor in Los Angeles die Bronzemedaille in dieser Disziplin gewonnen hatte. Eine solche Medaille gewann auch Heinz Ulzheimer über 800 Metern bei den Olympischen Spielen 1952 in Helsinki. Darüber hinaus vertraten Athleten von Eintracht Frankfurt die deutschen Farben bei Welt- und Europameisterschaften. Jüngste Medaillenträgerin ist die Hammerwerferin Kirsten Klose, die bei den Olympischen Spielen 2000 in Sydney die Bronzemedaille in ihrer Disziplin errang. Die deutsche Meisterin im Hammerwurf, Betty Heidler, konnte 2007 bei den Weltmeisterschaften in Osaka den ersten Platz und damit eine Goldmedaille erringen. Die Abteilung trat bis zum 31. Dezember 2020 als LG Eintracht Frankfurt zusammen mit fünf weiteren Vereinen auf.

### Basketball
Die Fraport Skyliners (vormals: Skyliners, OPEL Skyliners Frankfurt, Deutsche Bank Skyliners Frankfurt) spielen seit ihrer Gründung 1999 in der Basketball-Bundesliga. 2004 wurden sie Deutscher Meister, 2000 gewannen sie den DBB-Pokal und 2014 den FIBA Europe Cup. Heimspielstätte ist die Fraport Arena, eine Ballsporthalle in Frankfurt-Höchst.

### Eishockey
Die Frankfurt Lions spielten in der Deutschen Eishockey Liga. 2004 wurden sie Deutscher Meister. Nach Insolvenz der Lions wurde 2010 die Mannschaft Löwen Frankfurt, die erneut aus dem Stammverein der Frankfurt Lions ausgelagert wurde, gegründet – sie nimmt an der DEL2 teil.
Die Eissporthalle am Ratsweg ist die Heimspielstätte der Mannschaft. Dort spielen neben den Löwen als Hauptnutzern auch die Mannschaften des ehemaligen Eishockey-Bundesligisten Eintracht Frankfurt und die Mannschaft des EC Eisteufel Frankfurt. Auch die Nachwuchsabteilung der Löwen Frankfurt (früherer Name Young Lions Frankfurt) trägt hier ihre Heimspiele aus.

### Fußball
- Im Männerfußball ist Eintracht Frankfurt einer der traditionsreichsten und mitgliederstärksten Sportvereine in Deutschland. Der 1899 gegründete Verein spielt in der Fußball-Bundesliga. Er trägt seine Heimspiele im Deutsche Bank Park, dem Waldstadion im Frankfurter Stadtwald, aus.

Deutscher Meister 1959
DFB-Pokalsieger 1974, 1975, 1981, 1988, 2018
UEFA-Pokal-Sieger 1980, 2022
- Im Frauenfußball spielte der 1. FFC Frankfurt bis 2020 in der Bundesliga, nach der Fusion bildet er heute die Frauenabteilung von Eintracht Frankfurt. Die Heimspiele finden im Stadion am Brentanobad statt.

Deutscher Meister 1999, 2001, 2002, 2003, 2005, 2007, 2008
DFB-Pokalsieger 1999, 2000, 2001, 2002, 2003, 2007, 2008
UEFA-Cup-Sieger 2002, 2006, 2008
- Der 1899 gegründete FSV Frankfurt wurde 1925 deutscher Vizemeister und erreichte 1939 das Finale im DFB-Pokal. Von 2008 bis 2016 spielte er acht Jahre lang in der 2. Bundesliga. Derzeit spielt der Verein in der Fußball-Regionalliga Südwest. Die Heimspiele werden in der PSD Bank Arena (früher: Stadion am Bornheimer Hang) ausgetragen.

Die Damenmannschaft des FSV Frankfurt spielte bis zur Auflösung der Abteilung 2006 in der 1. Bundesliga.
Deutscher Meister 1986, 1995 und 1998
DFB-Pokalsieger 1985, 1990, 1992, 1995 und 1996
- Die SG Rot-Weiss Frankfurt gewann vier Mal den Hessenpokal (1970/71, 1973/74, 1988/89 und 1991/92). Der Verein spielt derzeit in der Oberliga Hessen. Heimspielstätte ist das Stadion am Brentanobad.

### Inlinehockey
Die Inlinehockey-Teams des Frankfurter Roll- und Eissport-Clubs (FREC) firmieren unter dem Namen Mainprimaten. Die Heimspiele werden am Römerhof ausgetragen.

### Inlineskaten
Unter dem Namen Tuesday Night Skating findet von April bis Oktober jeden Dienstagabend das schnellste Night-Skating Deutschlands statt. Auf Inlineskates fahren mehrere Tausend Sportler zwischen 20:30 und 23:00 Uhr unter Polizeibegleitung verschiedene Strecken zwischen 34 und 48 km auf öffentlichen Straßen.

### Lacrosse
Lacrosse wird in Frankfurt bei der Lacrosseabteilung des SC 1880 Frankfurt gespielt. Die Herrenmannschaft – früher Frankfurt Cosmos – wurde 2005 Deutscher Meister und im Jahr 2006 Vizemeister. Die 2003 gegründete Damenmannschaft wurde im Jahr 2006 Dritte der deutschen Meisterschaft und Erster der Bundesliga Süd.

### Laufsport

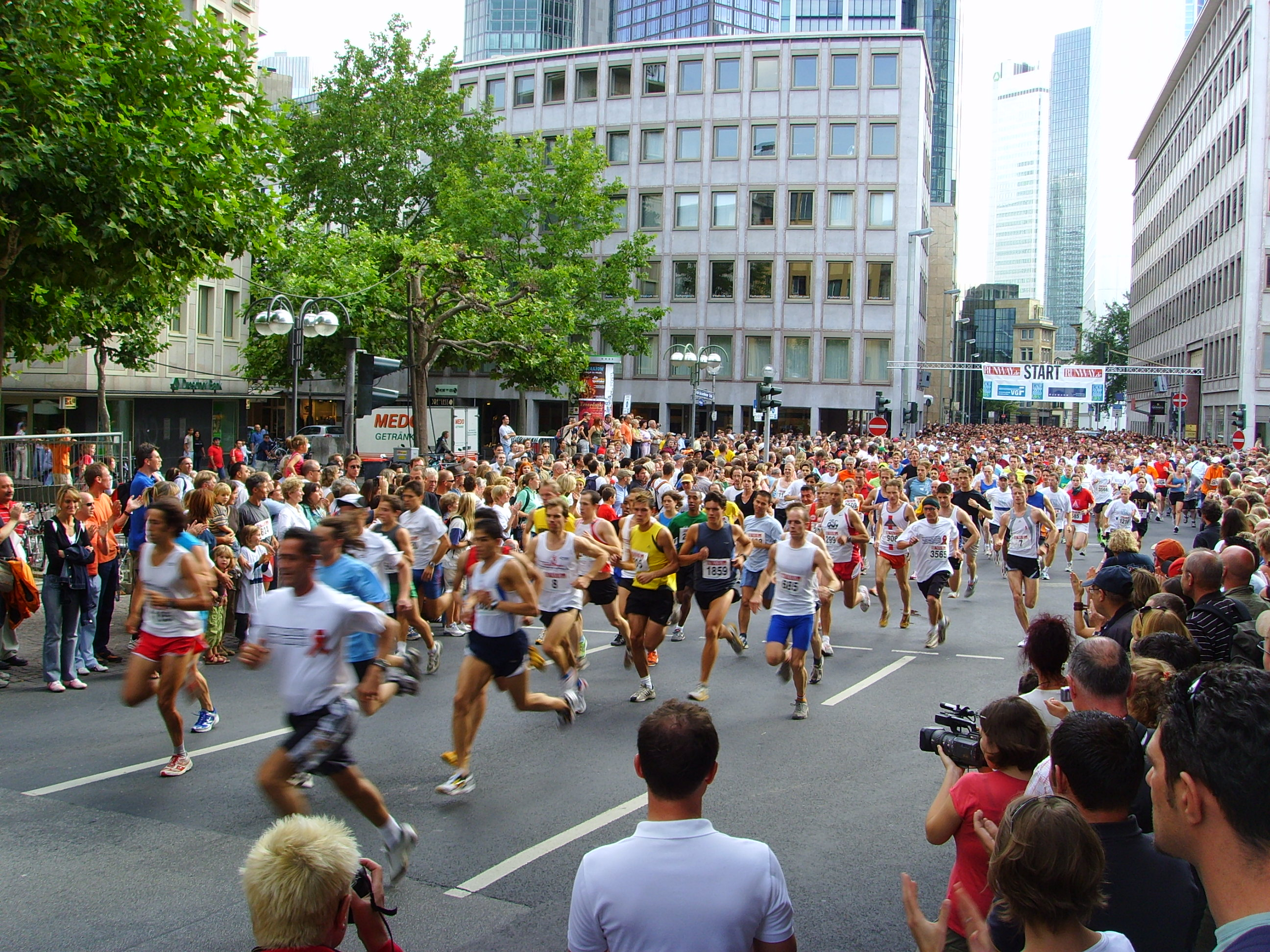
Start zum Lauf für mehr Zeit 2006

In Frankfurt am Main finden alljährlich mehrere Laufsportveranstaltungen statt, von denen einige eine bundesweite Anziehungskraft besitzen:
- Der Frankfurt-Marathon am letzten Wochenende im Oktober findet seit 1981 statt.[3] Er ist der älteste City-Marathon Deutschlands und hinsichtlich der Finisherzahl der zweitgrößte Marathon Deutschlands.

- Der Frankfurter City-Halbmarathon Anfang März ist mit knapp 3000 Finishern einer der größten Halbmarathons Deutschland.

- Der Frankfurter Firmenlauf (offizieller Name JPMorgan Chase Corporate Challenge, auch kurz Chase-Lauf genannt) ist die teilnehmerstärkste Laufsportveranstaltung der Welt und findet jährlich im Sommer in der Frankfurter Innenstadt statt.

- Jeweils an einem Sonntag im September findet in Frankfurt am Main unter der Schirmherrschaft des Oberbürgermeisters der Lauf für mehr Zeit statt, um Geld zur Unterstützung von AIDS-Kranken zu sammeln.[4] Veranstalter ist der Förderverein der AIDS-Hilfe Frankfurt am Main e. V., Vorbild für diesen Volkslauf waren vergleichbare „Walk for Life“-Veranstaltungen in den USA. Es werden die Distanzen 5000 Meter und 10.000 Meter nacheinander ausgerichtet. Der Lauf startet und endet traditionell an der Alten Oper, Hauptsponsor ist die Verkehrsgesellschaft Frankfurt am Main. Teilnehmen können sowohl Gruppen, z. B. Schulen, Parteien oder Unternehmen als auch Einzelläufer sowie Walker. Bei allen Läufern erfolgt eine elektronische Zeiterfassung.[5] Ab dem Mittag bis zum Abend findet am Tag des Laufes auf dem Platz vor der Alten Oper ein Fest mit Imbissständen und Musikdarbietungen statt.

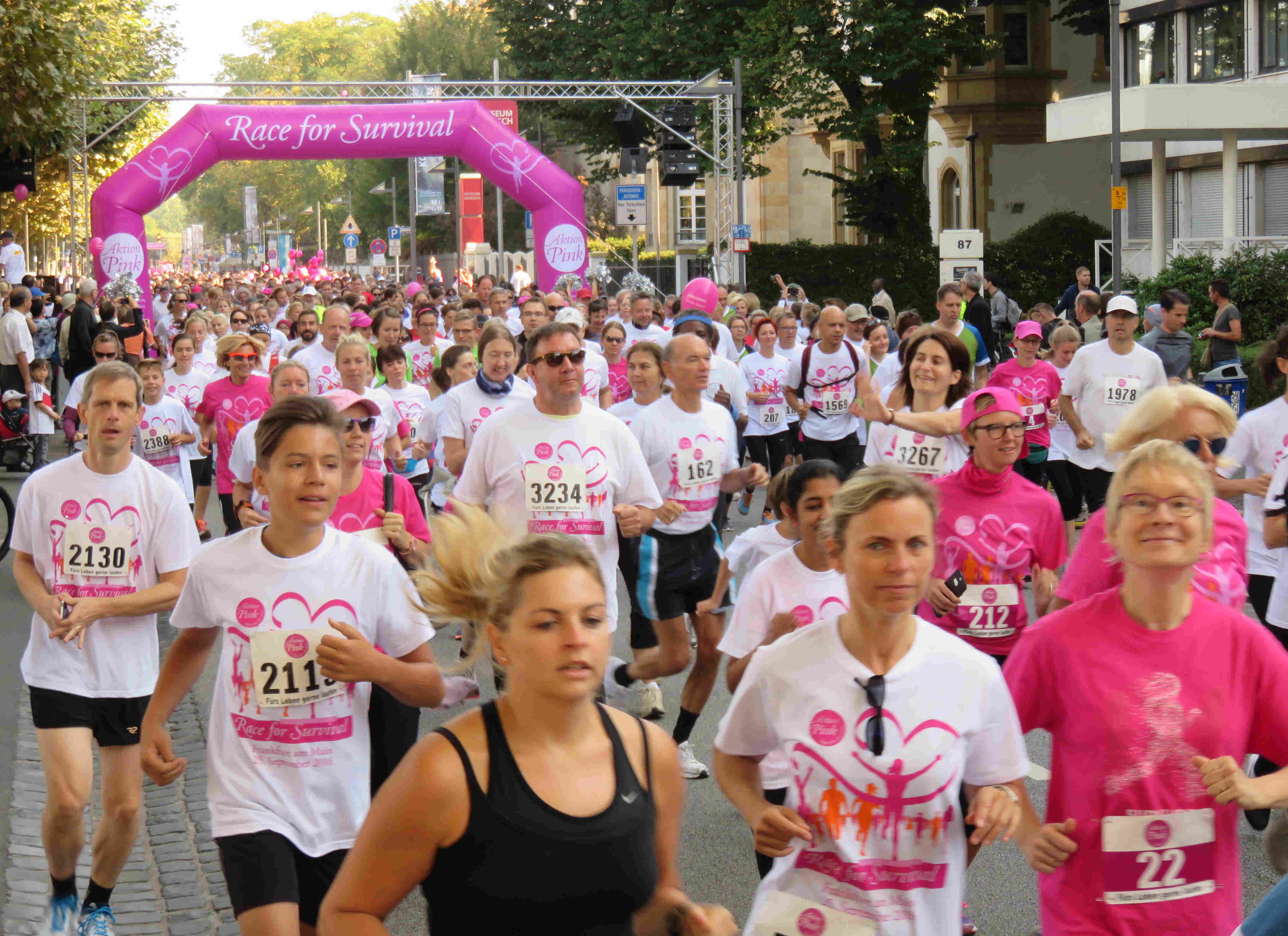
Start zum Race for Survival 2016

- „Gemeinsam gegen Brustkrebs“ ist das Motto des Race for Survival (bis 2015: Race for the Cure), der erstmals im Jahr 2000 vom gemeinnützigen Verein KOMEN Deutschland veranstaltet wurde und seitdem jeweils am letzten Sonntag im September am Mainufer wahlweise für Walker über 2000 Meter oder als Volkslauf über 5000 Meter geht.[6] Nachfolger von KOMEN Deutschland und Veranstalter seit 2016 ist die Aktion Pink Deutschland. Die Veranstalter wollen darauf hinwirken, dass Früherkennung und medizinische Nachsorge für Brustkrebs-Patientinnen verbessert werden. Frauen (und auch Männer), die nach einer Brustkrebserkrankung an diesem Lauf teilnehmen, können als Survivors zur Ermutigung Anderer ihr „Weiterleben trotz Krebs“ durch ein pink-farbenes T-Shirt und eine ebenfalls pinke Kappe deutlich machen.

### Rollstuhltanz
Es gibt die Rollstuhltänzer aus Frankfurt und im Rollstuhl-Sport-Club Frankfurt e.V. eine Abteilung Rollstuhltanz.

### Rugby
Die 1. Mannschaft des SC 1880 Frankfurt spielt seit der Saison 2006/07 in der 1. Bundesliga. Die 2. Mannschaft ist in der 2. Bundesliga Süd aktiv.

### Trampolinturnen
Die 2003 gegründeten Frankfurt Flyers wurden 2005 Deutscher Vereinsmeister. 2006 gewannen sie Bronze.

### Volleyball
Seit 2015 spielen in der Fraport Arena die United Volleys in der 1. Volleyball-Bundesliga, trainiert wird in der Wintersporthalle neben der Commerzbank-Arena. Mit zwei Bronzemedaillen in der deutschen Meisterschaft, ebenso vielen Halbfinalteilnahmen im DVV-Pokal und dem Halbfinale im europäischen CEV Cup 2017 zählt das Team in diesem kurzen Zeitraum schon zu den erfolgreichsten Frankfurter Mannschaften.

## Verbände
Frankfurt am Main ist der Sitz bedeutender deutscher Sportverbände. Sie konzentrieren sich im Stadtteil Sachsenhausen entlang der Otto-Fleck-Schneise im Frankfurter Stadtwald, gegenüber dem Waldstadion.
Der Deutsche Olympische Sportbund (DOSB) entstand 2006 durch Fusion des Deutschen Sportbundes (DSB) mit dem Nationalen Olympischen Komitee (NOK). Auch der Deutsche Fußball-Bund (DFB) und der Hessische Fußball-Verband (HFV), der Landessportbund Hessen (lsb-h), der Hessische Leichtathletik-Verband (HLV), der Deutsche Turner-Bund (DTB) und der Hessische Turnverband haben ihren Sitz in der Otto-Fleck-Schneise.
Weitere in Frankfurt ansässige Verbände sind der Deutsche Motorsport Verband (DMV), der Deutsche Motor Sport Bund (DMSB) in Niederrad, der Bund Deutscher Radfahrer und die Jugendverbände des DOSB, Deutsche Sportjugend, und des lsb-h, Sportjugend Hessen. Auch kleinere Sportarten wie der Deutsche Bandy-Bund (DBB) oder der Deutsche Quidditchbund, sind in Frankfurt ansässig.

## Historisches

### Eislaufen und Tennis
Eislaufen und Tennis waren bis ins 20. Jahrhundert die bevorzugten Sportarten der Frankfurter. 1861 wurde als erster Eissportverein Deutschlands der „Frankfurter Schlittschuhclub“ gegründet, dieser fusionierte mit der 1898 gegründeten „Lawn-Tennisvereinigung Palmengarten“ zum bis heute existierenden SC SAFO Frankfurt. 1892 fand in Frankfurt die zweite deutsche Meisterschaft im Eiskunstlauf statt, Sieger wurde Georg Zachariades.
Eislaufen und Tennis wurden bis ins 20. Jahrhundert bevorzugt im Palmengarten betrieben. Nachdem in den 1880er Jahren in Frankfurt temporär eine der ersten Eisbahnen der Welt existierte, installierte man in den 1890er Jahren eine permanente Eisbahn im nördlichen Bereich des Palmengartens, die einer separaten Eintrittskarte bedurfte und zum beliebten Treffpunkt der Oberschicht wurde, zu den regelmäßigen Besuchern gehörte auch Clara Schumann. Im Sommer wurde die Bahn zu Tennisplätzen umgestaltet. Neben dem Palmengarten gab es eine Eisbahn im Badeschiff am Main, ebenfalls am Main befanden sich die Anlagen des FREC.

### Arbeiterolympiade 1925
Die erste internationale Großveranstaltung in Frankfurt war die 1. Arbeiterolympiade vom 24. bis 28. Juli 1925. Zu diesem Anlass wurde im Frankfurter Stadtwald das damals als Großes Frankfurter Stadion bezeichnete Waldstadion errichtet und am 21. Mai 1925 eingeweiht. An den Spielen nahmen 3000 aktive Sportler aus zwölf Ländern teil.
Neben den Wettkämpfen in Fußball, Wassersport oder Turnen gehörte zu der Arbeiterolympiade ein „Tag der Massen“, bei dem sich Vertreter der verschiedenen Gruppen des Arbeitersports präsentierten. Auch Massenfreiübungen gehörten dazu. Insgesamt waren wohl 100.000 Arbeitersportler beteiligt. Insgesamt 450.000 Zuschauer wohnten dieser Veranstaltung bei. Im selben Jahr wurde die Radrennbahn und Kunsteisbahn Frankfurt eingeweiht.

### Fußball-Weltmeisterschaft 1974
Das Waldstadion war neben München der wichtigste Austragungsort der Fußball-Weltmeisterschaft 1974. Bereits die Auslosung der Vorrundengruppen am 5. Januar 1974 im großen Sendesaal des Hessischen Rundfunks war ein weltweit im Fernsehen übertragenes Ereignis. Am 13. Juni 1974 fand im für die WM modernisierten und umgebauten Waldstadion die Eröffnungsfeier der Weltmeisterschaft statt.
Einschließlich des sich daran anschließenden Eröffnungsspiels fanden dort fünf Begegnungen statt, drei Gruppenspiele der Gruppe II in der Ersten Finalrunde sowie zwei Spiele der Gruppe B in der Zweiten Finalrunde, die damals das Halbfinale ersetzte. Die (west-)deutsche Nationalmannschaft zog durch ein 1:0 im letzten Gruppenspiel gegen Polen ins Finale ein. Das Spiel am 3. Juli 1974 ging aufgrund der aus heutigen Sicht irregulären Platzverhältnisse als Wasserschlacht von Frankfurt in die Sportgeschichte ein.

### Tour de France – Ort des Tourstarts 1980 sowie Etappen-Zielort
Am 26. Juni 1980 wurde in Frankfurt das Radrennen Tour de France 1980 gestartet. Auftakt („Prolog“) war ein Einzelzeitfahren über 7,6 km, das der spätere Gesamtsieger der Tour de France 1980, Bernard Hinault, gewann. Am 27. Juni 1980 war die Stadt Start- und Zielort der ersten Etappe der Tour: Frankfurt–Wiesbaden–Frankfurt. Am 28. Juni 1980 wurde in Frankfurt zudem die 2. Etappe gestartet, die über 276 km bis nach Metz verlief.

### Fußball-Europameisterschaft 1988
Bei der Fußball-Europameisterschaft 1988 war das Waldstadion einer von acht Austragungsorten. Da insgesamt bei dieser EM nur 15 Spiele stattfanden, war auch Frankfurt mit nur zwei Vorrundenbegegnungen beteiligt. Am 14. Juni gewann Italien in der Gruppe A gegen Spanien mit 1:0, am 18. Juni verlor England gegen die Sowjetunion mit 1:3.

### Konföderationen-Pokal 2005
In der Vorbereitung auf die Weltmeisterschaft im folgenden Jahr fand das Turnier um den Konföderationen-Pokal 2005 in Deutschland statt. Da Frankfurt bei der WM 2006, anders als 1974, nicht als prominenter Austragungsort eingeplant war, erhielt es unter den fünf Spielorten die Hauptrolle bei der „Mini-WM“, die unter anderem als Generalprobe für die meist neuerrichteten Stadien galt. Das Turnier war mit acht Teilnehmern gleich stark besetzt und mit insgesamt 16 Begegnungen umfangreicher als die EM 1988. In Frankfurt fanden die Eröffnungsfeier, das Eröffnungsspiel (Deutschland gegen Australien), zwei weitere Gruppenspiele sowie das Finale statt. Während des Endspiels zwischen Brasilien und Argentinien am 29. Juni 2005 hielt das neue Stadiondach dem starken Regen nicht stand, der daraufhin in einem Wasserfall auf die Tribüne stürzte, womit Frankfurt nach der „Wasserschlacht“ 1974 bereits zum zweiten Mal bei einem wichtigen internationalen Turnierspiel durch Starkregen beeindruckte.

### Fußball-Weltmeisterschaft 2006
Bei der Fußball-Weltmeisterschaft 2006 war Frankfurt einer von zwölf Spielorten. Im Gegensatz zur WM 1974 nahmen Stadt und Stadion dabei keine Sonderrolle mehr ein: Eröffnungs- und Endspiel, beide Halbfinals sowie die „Heimspiele“ der deutschen Mannschaft fanden in München, Berlin und Dortmund statt, die Auslosung am 9. Dezember 2005 in Leipzig. Frankfurt gehörte zur „Mittelklasse“ der Spielorte, da außer den üblichen vier (von insgesamt 48) Vorrundenspielen auch ein Viertelfinale hier ausgetragen wurde. Dabei verlor am 1. Juli 2006 Brasilien mit 0:1 gegen den späteren Finalisten Frankreich. Zum umfangreichen Rahmenprogramm der Weltmeisterschaft gehörte die MainArena, wo die Spiele von beiden Ufern des Mains auf einer in der Flussmitte verankerten Großbildleinwand verfolgt werden konnten, sowie die Licht-Ton-Installation SkyArena.

### Fußball-Weltmeisterschaft der Frauen 2011
Bei der Fußball-Weltmeisterschaft der Frauen 2011 war Frankfurt der wichtigste der neun Spielorte. Zwei Gruppenspiele und ein Halbfinale fanden hier statt, sowie, am 17. Juli 2011, das Finale der Weltmeisterschaft. Dort konnte sich Japan im Elfmeterschießen gegen die USA durchsetzen und gewann damit zum ersten Mal die Weltmeisterschaft der Frauen. Während des Turniers trug die Commerzbank-Arena den Namen FIFA Frauen-WM-Stadion Frankfurt.

### Turf
Auf Hessens einziger größerer Galopprennbahn in Niederrad wurden bis 2015 jährlich einige große internationale Rennen ausgetragen.

### Fußball-Europapokalendspiele
Bisher wurde fünfmal in Frankfurt ein Fußball-Europapokal überreicht. Am 21. Mai 1980 gewann Eintracht Frankfurt im eigenen Stadion den UEFA-Pokal. 2002, 2004, 2006 und 2008 fanden die Endspiele des Europapokals der Frauen in Frankfurt statt, drei davon gewann der 1. FFC Frankfurt. Die Finals 2004 und 2006 fanden in Stadion am Bornheimer Hang statt, die übrigen im Waldstadion. 2027 findet das Finale der UEFA Europa League in Frankfurt statt.

### DFB-Pokalfinale und deutsche Fußballmeisterschaft
Das Endspiel um den DFB-Pokal findet seit 1985 regelmäßig in Berlin statt. Bis dahin wechselte der Finalort fast jährlich. Fünf Pokalfinale (1966, 1969, 1976, 1982 und 1984) fanden in Frankfurt statt, vier davon gewann der FC Bayern München. Das Spiel am 31. Mai 1984 war bis heute das letzte deutsche Pokalfinale, das nicht in Berlin ausgetragen wurde.
Vor Gründung der Fußball-Bundesliga 1963 wurde auch der Deutsche Fußballmeister in einem K.-o.-System ermittelt, das seinen Höhepunkt in einem Endspiel fand. Auch diese Endspiele fanden, während der NS-Zeit, fest in Berlin statt, davor und danach jedoch an wechselnden Orten. Frankfurt war Austragungsort der Meisterschaftsendspiele 1920, 1925, 1926 und 1960. Der 1. FC Nürnberg gewann zwei seiner Meistertitel bei Endspielen in Frankfurt. Das Finale von 1920 fand auf dem Platz des FC Germania 1894 in den Sandhöfer Wiesen statt, das von 1925 dann als erstes Großereignis im zwei Wochen zuvor eingeweihten Waldstadion.
Auch die beiden ersten „Finale“ um den DFB-Supercup (1987 und 1988) wurden in Frankfurt ausgetragen, das zweite sogar unter Beteiligung des Stadion-Hauptmieters und damaligen DFB-Pokalsiegers Eintracht Frankfurt, der jedoch gegen den Deutschen Meister Werder Bremen mit 0:2 verlor.

### Deutsches Turnfest
Turnen war im Zweiten Kaiserreich die populärste Sportart. Obwohl inzwischen Fußball diesen Rang einnimmt, ist das seit 1860 abgehaltene Deutsche Turnfest ein bedeutendes sportliches Großereignis. Frankfurt war bisher fünfmal Gastgeber des Turnfestes: 1880, 1908, 1948, 1983 und 2009.

### Inklusion
Frankfurt nimmt im Juni 2023 an dem Host Town Program der Special Olympics World Summer Games 2023 teil und betreut im Rahmen dieses Programms vor den Spielen die 300-köpfige Special Olympics Delegation aus Indien.